# NGC 6725
NGC 6725 ist eine linsenförmige Galaxie vom Hubble-Typ S0 im Sternbild Teleskop am Südsternhimmel. Sie ist schätzungsweise 159 Millionen Lichtjahre von der Milchstraße entfernt.
Das Objekt wurde am 8. Juli 1834 von John Herschel entdeckt.